# Deathspell Omega
A Deathspell Omega a modern francia black metal meghatározó zenekara. Alapításának körülményei tisztázatlanok. Feltételezhetően 1998-ban hozta létre a frissen feloszlott Hirilorn nevű zenekar két tagja, Hasjarl és Shaxul Poitiers-ben.

## Tagok
- Mikko Aspa – ének (2002–)
- Hasjarl – gitár (1998–)
- Khaos – basszusgitár (1998–)

### Korábbi tagok
- Shaxul – vokál, alkalmanként dob (1998–2002)
- Yohann – dob

## Diszkográfia

### Saját albumok

#### Demó
- Disciples of the Ultimate Void (kazetta, 1999)

#### Stúdióalbumok
- Infernal Battles (2000)
- Inquisitors of Satan (2002)
- Si Monumentum Requires, Circumspice (2004)
- Kénôse (EP, 2005)
- Fas – Ite, Maledicti, in Ignem Aeternum (2007)
- Veritas Diaboli Manet In Aeternum: Chaining The Katechon (hanglemezen és mini CD-n, 2008)
- Mass Grave Aesthetics (EP, 2008)
- Paracletus (2010)
- Diabolus Absconditus (EP, 2011)
- Drought (EP, 2012)
- The Synarchy of Molten Bones (2016)
- The Furnaces of Palingenesia (2019)
- The Long Defeat (2022)

### Válogatások
- Manifestations 2000-2001 (2008)
- Manifestations 2002 (korábban kiadatlan dalok, 2008)
- Névtelen box set (limitált ötlemezes kiadvány, hanglemez, 2009)
- Diabolus Absconditus / Mass Grave Aesthetics (2011)
- Picture Disc Box (box set, 2012)

### Más zenekarokkal

#### Split albumok
- Clandestine Blaze / Deathspell Omega (2001)
- Sob A Lua Do Bode / Demoniac Vengeance (hanglemez a Moonblooddal, 2001)
- Split with Mütiilation (2002)
- From the Entrails to the Dirt (Part III) (hanglemez a Malicious Secretsszel)
- Crushing The Holy Trinity (Part I: Father) (hanglemez a Stabat Mater, Clandestine Blaze, Musta Surma, Mgła és Exordium zenekarokkal, 2005)
- Veritas Diaboli Manet in Aeternum (hanglemez a S.V.E.S.T. zenekarral, 2008)

#### Egyéb lemezek
- Soli Diaboli Gloria: Soli Diaboli Gloria (2009)
- Black Metal Blitzkrieg (hanglemez válogatás, 2001)
- Crushing The Holy Trinity (háromlemezes Northern Heritage válogatás, 2005)